# Порох Богдан Валентинович
Богдан Валентинович Порох (нар. 5 серпня 2000, м. Павлоград, Дніпропетровська область, Україна) — український футболіст, захисник «Металіста».

## Життєпис
У сезоні 2009/10 років виступав за «Космос» (Павлоград) в дитячо-юнацьких змаганнях чемпіонату Дніпропетровської області. У ДЮФЛУ виступав за «Металург» (Донецьк), «Дніпро» (Дніпропетровськ) та ДВУФК (Дніпро). Напередодні старту сезону 2017/18 років перейшов у «Сталь» (Кам'янське), але грав лише за юнацьку (24 матчі) та молодіжну (5 матчів) команди клубу.
Наступного сезону перебрався в «Миколаїв». У дорослому футболі дебютував 9 вересня 2018 року в програному (0:2) грі 8-го туру групи Б Другої ліги України «Мир» (Горностаївка) — «Миколаїв-2». Богдан вийшов на поле на 46-й хвилині, замінивши Євгенія Вітенка. Дебютним голом за «Миколаїв-2» відзначився 4 листопада 2018 року на 90+2-й хвилині програного (3:7) виїзного поєдинку 16-го туру групи «Б» Другої ліги проти криворізького «Кривбасу». Порох вийшов на поле в стартовому складі та відіграв увесь матч. У першій команді миколаївців дебютував 22 березня 2019 року в програному (0:1) домашньому поєдинку 19-го туру Першої ліги України проти петрівського «Інгульця». Богдан вийшов на поле на 78-й хвилині, замінивши Олександра Горвата. Дебютним голом за «Миколаїв» відзначився 30 листопада 2020 року на 13-й хвилині переможного (6:0) домашнього поєдинку 16-го туру Першої ліги України проти херсонського «Кристалу». Порох вийшов на поле в стартовому складі, а на 88-ій хвилині його замінив Андрій Боровський.